# Rauville-la-Place

Rauville-la-Place este o comună în departamentul Manche, Franța. În 1 ianuarie 2022 avea o populație de 388 de locuitori.